# Старков, Анатолий Михайлович
Анатолий Михайлович Старков (27 июня 1949, Стерлитамак, Башкирская АССР — 19 февраля 2011) — российский политический деятель. Депутат Государственной Думы Российской Федерации четвёртого созыва (2003—2007).

## Биография
В 1973 году окончил Уфимский нефтяной институт по специальности инженер-электромеханик.
В 2003 году А. М. Старков был избран Депутатом Государственной Думы Федерального Собрания Российской Федерации четвёртого созыва по Стерлитамакскому одномандатному избирательному округу, являлся членом комитета Государственной Думы по международным делам.
В 2001 году Анатолий Михайлович защитил диссертацию на соискание учёной степени кандидата социологических наук.